# Палеонтологический музей Пердикки
Палеонтологический музей Пердикки — находится в 1 км от села Пердикка (33 км от города Козани) Западная Македония,  Греция

## Музей
В 1977 году владелец песочного карьера недалеко от деревни Пердикка случайно обнаружил останки большого животного. Он проинформировал об этом Греческое антропологическое общество. Раскопки были произведены под руководством известного греческого антрополога Ариса Пулианоса и выявили на свет скелет мамонта (Archidiskodon meridionalis — Южный мамонт) возрастом приблизительно 3 млн лет. На тот момент это был самый старый скелет животного, раскопанный когда-либо на европейском континенте.
Хотя был найден почти весь скелет животного, его кости не были на своём месте, по-видимому, потому, что зверь был убит здесь охотниками, которые затем расчленили мамонта, чтобы съесть его. Мамонт предположительно был длиной в 5 метров и высотой 4 метра. Отсутствуют только бивни, которые, вероятно, были перемещены. Рядом со скелетом было около 30 орудий труда, в основном, из кварца, которые были использованы для разделки мамонта, и которые происходили из других областей сегодняшней провинции Эордея.
В 1979 году было построено восьмиугольное сооружение на месте находки скелета мамонта скорее с целью защиты находки, нежели создания эстетического с виду музея. Скелет находится точно на том месте, где был найден, и он впечатляет как своими размерами, так и своей сохранностью. Музей находится в распоряжении местной общины.
- Вид снаружи
- Скелет мамонта
- Скелет мамонта